# Bryter Layter
Bryter Layter — второй студийный альбом английского певца и автора песен Ника Дрейка, вышедший в 1971 году на лейбле Island Records.

## Об альбоме
После коммерческого провала его дебютного альбома Ник решил следовать указаниям своего продюсера. Для записи Bryter Layter были приглашены Роберт Кирби (он написал аранжировки для струнных и медных духовых), члены Fairport Convention Ричард Томпсон, Дэйв Мэттэкс и Дэйв Пегг (гитара, ударные и бас соответственно), известные певицы Пи Пи Арнольд и Дорис Трой (бэк-вокал для трека «Poor Boy»). Звук нового альбома было решено сделать более «попсовым», «развлекательным», гладким и «приджазованным» (англ. jazzy). Наконец, для записи был приглашен и Джон Кейл, участник группы Velvet Underground (Дрейк восхищался его «музыкальными способностями»). Кейл сыграл на пианино, органе и челесте для двух песен — «Northern Sky» и «Fly». Продюсером альбома был Джо Бойд, а звукорежиссёром — Джон Вуд.
Bryter Layter, вышедший 5 марта 1971 года, снова оказался коммерческим провалом, он был продан количеством чуть меньше трёх тысяч пластинок (хотя за всю карьеру Ника он был самым успешным). Melody Maker описывал его как «неуклюжую смесь фолка и коктейль-джаза».
С годами альбом был по достоинству оценен. Bryter Layter занимает 245 место в списке 500 величайших альбомов журнала Rolling Stone.

## Список композиций
1. «Introduction» — 1:33
2. «Hazey Jane II» — 3:46
3. «At the Chime of a City Clock» — 4:47
4. «One of These Things First» — 4:52
5. «Hazey Jane I» — 4:31
6. «Bryter Layter» — 3:24
7. «Fly» — 3:00
8. «Poor Boy» — 6:09
9. «Northern Sky» — 3:47
10. «Sunday» — 3:42

## Участники записи
- Introduction
  - Ник Дрейк — гитара
  - Дейв Пегг — бас
  - Дейв Мэттэкс — ударные
  - Роберт Кирби — аранжировки для струнных
- Hazey Jane II
  - Дейв Пегг — бас
  - Дейв Мэттэкс — ударные
  - Ричард Томпсон — гитара
  - Роберт Кирби — аранжировки для медных духовых
- At The Chime Of The City Clock
  - Рей Уорлей — альт-саксофон
  - Дейв Пегг — бас
  - Майк Ковальски — ударные
  - Роберт Кирби — аранжировки для струнных
- One Of These Things First
  - Пол Харрис — пианино
  - Эд Картер — бас
  - Майк Ковальски — ударные
- Hazey Jane I
  - Дейв Пегг — бас
  - Дейв Мэттэкс — ударные
  - Роберт Кирби — аранжировки для струнных
- Bryter Layter
  - Ник Дрейк — гитара
  - Лин Добсон — флейта
  - Дейв Пегг — бас
  - Дейв Мэттэкс — ударные
- Fly
  - Джон Кейл — альт и клавесин
  - Дейв Пегг — бас
- Poor Boy
  - Рей Уорлей — альт-саксофон
  - Крис МакГрегор — пианино
  - Дейв Пегг — бас
  - Майк Ковальски — ударные
  - Пэт Арнольд и Дорис Трой — бэк-вокал
- Northern Sky
  - Джон Кейл — челеста, пианино и орган
  - Дейв Пегг — бас
  - Майк Ковальски — ударные
- Sunday
  - Ник Дрейк — гитара
  - Рей Уорлей — флейта
  - Дейв Пегг — бас
  - Майк Ковальски — ударные
  - Роберт Кирби — аранжировки для струнных

Музыка и тексты — Ника Дрейка.

Продюсер — Джо Бойд.

Звукорежиссёр — Джон Вуд.

Автор фотографии для обложки альбома — Нигель Уэймаут.